# Вениамин (Пуцек-Григорович)
Митрополи́т Вениами́н (в миру Васи́лий Григо́рьевич Пу́цек-Григоро́вич; 1706, Лохвица — 21 июня 1785, Седмиозерная пустынь) — епископ Русской православной церкви, митрополит Казанский и Свияжский.

## Биография
Из дворян. Родился в 1706 году в семье значкового товарища (чин унтер-офицера в казачьих войсках) малорусского казачьего Лубенского полка в селе Лохвица Полтавской губернии.
Окончил Киевскую духовную академию. В 1733 году назначен учителем Казанской духовной семинарии.
В 1740 году пострижен в монашество и назначен помощником управителя Свияжской новокрещенской конторы Д.Сеченова.
С 1741 года — префект семинарии.
6 декабря 1744 года возведён в сан архимандрита Спасо-Преображенского Казанского монастыря и назначен ректором Казанской духовной семинарии. Уже в годы преподавательской деятельности отец Вениамин отличался талантом проповедника и неоднократно по поручению епархиальных властей ездил в качестве миссионера к мусульманам и инородцам-язычникам и в короткое время «обратил в православие» некоторое количество марийцев, мордвы, удмуртов и татар.
В 1746 году вызван на чреду священнослужения и два года находился в Санкт-Петербурге.
14 августа 1748 года хиротонисан во епископа Нижегородского и Алатырского.
2 марта 1753 года переведён епископом в Тверь и назначен членом Святейшего Синода.
С 2 апреля 1758 года — епископ Псковский, Нарвский и Изборский.
С 15 сентября 1761 года — архиепископ Санкт-Петербургский и архимандрит Александро-Невской лавры.
С 26 июля 1762 года — архиепископ Казанский и Свияжский.
Деятельность преосвященного Вениамина на архиерейской кафедре началась в тот период, когда малороссийское духовенство имело в России монополию иерархической власти. Но с самого начала царствования императрицы Екатерины II на высшие иерархические посты стали назначать воспитанников Московской духовной академии, а малороссы теряли своё прежнее значение.

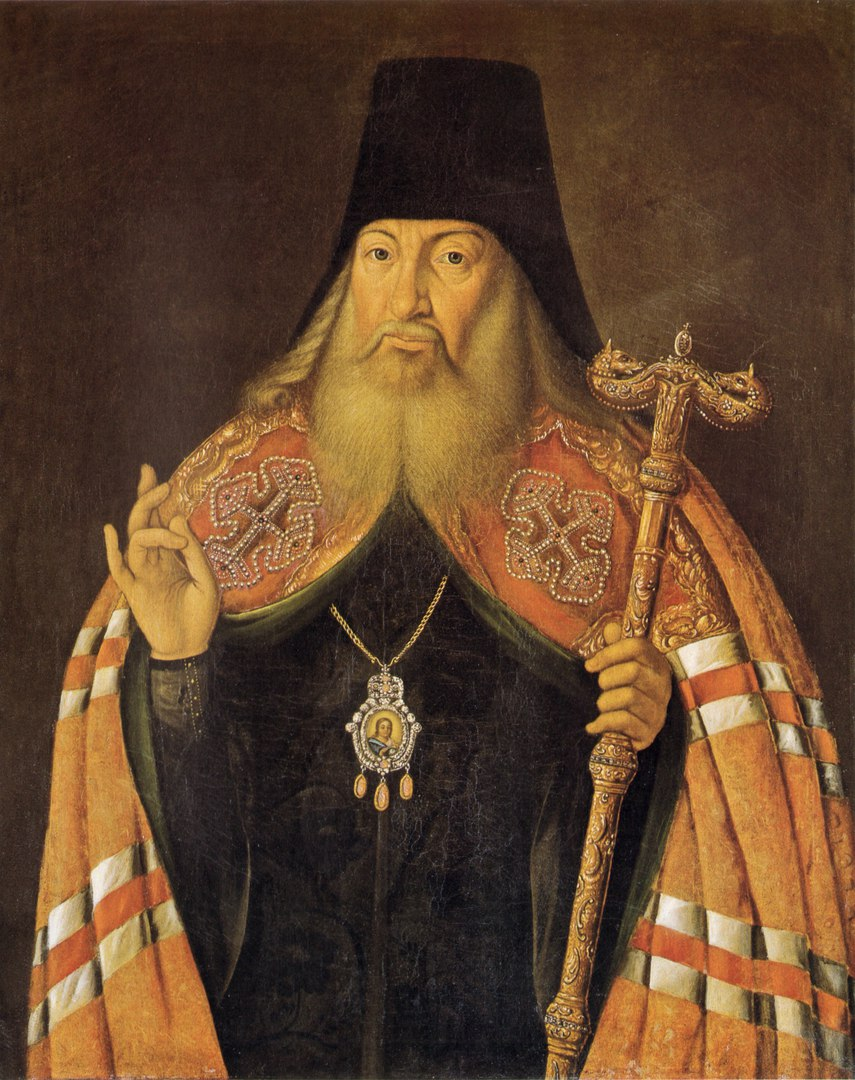
Портрет архиепископа Вениамина, 1761—1775 гг.

С воцарением императрицы Екатерины II архиепископ Вениамин всего один месяц продержался в Петербурге. В этот короткий период освятил, в присутствии императрицы, верхний (Богоявленский) храм Никольского морского собора (20 июля 1762 года).
25 июля 1762 года он был переведен в Казань, как «черкасский» архиерей, неугодный Екатерине II, хотя в указе говорилось, что он сам просил о переводе.
В 1771 году для защиты от моровой язвы по его распоряжению была принесена в Казань из Седмиезерной пустыни чудотворная Смоленская икона Божией Матери, избавившая город от смертоносной болезни.
Находясь на Казанской кафедре, по ложному доносу был обвинён в сношениях с Емельяном Пугачевым. Следственной комиссией по делу Пугачёва ему было выражено недоверие, и он был оставлен под домашним арестом. Но, как известно, во время пугачевского восстания архиепископ Вениамин рассылал по епархии послания против Пугачева и даже во время торжественного богослужения предал его анафеме.
Впоследствии обвинение с архиепископа Вениамина было снято, он был освобожден из-под стражи и 26 января 1775 года возведён в сан митрополита.
17 марта 1782 года уволен на покой с правом управления Казанской Седмиезерной Вознесенской пустынью.
По отзыву архимандрита Спасского монастыря Платона (Любарского), который близко знал митрополита Вениамина, он был «нравом чистосердечен, незлобив, правдолюбив, строг с милостию, благочестив, к трудам звания своего охотен, щедр, наук и учёных людей любитель, в защищении своих подчиненных и прочих бедных старателен, обходителен, гостеприимен, во всем подлости нетерпящий — словом, всеми приличными сану его свойствами одарен».
Скончался 21 июня 1785 года (по Строеву — 1783 года) в Казанской Седмиезерной Вознесенской пустыни (ныне с. Семиозёрка Высокогорского района Республики Татарстан).
Погребён в соборном храме (в нише с южной стороны) Седмиезерной пустыни. После 1917 года храм разрушен, место захоронения утрачено.

## Вклад в языкознание
Вениамин опубликовал ряд трудов (предположительно как ведущий автор и редактор), в которых были впервые описаны грамматики ряда языков народов Поволжья — удмуртов (вотяков), марийцев (черемисов), чувашей — и заложены основы их современной письменности. Под его руководством в Казанской семинарии были написаны первые оригинальные стихотворения на языках народов Поволжья — они были посвящены приезду в Казань Екатерины II. День 10 декабря, когда в 1775 г. в книжные магазины Санкт-Петербурга поступила в продажу первая марийская грамматика «Сочинения, принадлежащие к грамматике черемисского языка», отмечается в Республике Марий Эл как государственный праздник — День марийской письменности (Марий тиште кече)

## Труды
- Сочинения, принадлежащие к грамматике чувашского языка. СПб.: Императорская Академия наук, 1769. 268 с. Тир. 608 экз. Репринт: Чебоксары, 2011[7].
- Сочинения, принадлежащие к вотской грамматике. СПб.: Императорская Академия наук, 1775.
- Сочинения, принадлежащие к грамматике черемисского языка. СПб.: Императорская Академия наук, 1775.